# Рогово (Уренский район)
Рогово — село в составе Горевского сельсовета Уренского района Нижегородской области.
Расположено на реке Темта в 9 км к северу от Уреня и в 180 км к северо-востоку от Нижнего Новгорода.
В 2 км к западу от села проходит автодорога Урень — Шарья. Ближайшая ж.-д. станция находится в Урене.

## Население
| 1897 | 1907 | 2002 | 2010 |
| ---- | ---- | ---- | ---- |
| 269  | ↗396 | ↘66  | ↘49  |